# Volksrust
Volksrust est une ville d'Afrique du Sud, située dans la province du Mpumalanga au sud-est du Transvaal. 
La ville est située à 1675m d'altitude près de la frontière du KwaZulu-Natal, à 280 km de Johannesburg et à 493km de Durban. 
Volksrust fut officiellement fondée le 27 mars 1889 par le président de la république sud-africaine du Transvaal, Paul Kruger en personne.  

## Origine du nom
C'est à Dorie de Jager, (sœur de Dirk Uys, héros de la première guerre des boers), que le Volksraad (parlement) du Transvaal avait demandé de proposer un nom pour la nouvelle ville. Le nom signifie "repos du peuple" et fait référence au repos des officiers boers après la bataille de Majuba, dans l'attente du résultat des pourparlers avec les Britanniques pour signer un traité de paix et mettre fin à la guerre. 

## Histoire
Après l'annexion de la république de Natalia par les Britanniques en 1845, de nombreux Boers quittèrent le Natal et franchirent de nouveau les montagnes du Drakensberg. La famille Uys s'installa dans une région au Nord (les districts de Wakkerstroom, Vrede et Harrismith, aujourd'hui situés dans le sud-est du Mpumalanga). Ils furent les premiers résidents blancs de l'endroit. 
Un certain nombre de fermes (Zandfontein, Verkijk, Boschpaddrift et Llanwarne) furent bâties, constituant le futur district de Volksrust. 
La ville était située à la frontière sud du Transvaal, et c'est aux environs du col de Laing's Nek, situé à quelques kilomètres au sud de la ville, que se déroulèrent les principales batailles de la Première Guerre des Boers en 1881.
À partir de 1886, le district devint un important carrefour entre Durban et les gisements d'or de Barberton et du Witwatersrand.
En 1889 quand le président Kruger ratifia le nom de Volksrust, le village comptait 150 résidents blancs. En 1904, lors du premier recensement, la population comptait 1 342 Blancs, 906 Noirs, 135 Asiatiques et 32 Métis. 
Volksrust devint un important centre ferroviaire reliant le Transvaal à Durban.
Elle fut une ville politiquement conservatrice durant tout le vingtième siècle jusqu'à la mise en place des nouvelles municipalités post-apartheid. 

### La municipalité de Pixley ka Seme
En 2000, le district municipal de Volksrust est rebaptisé Pixley ka Seme, incorporant les villes boers et conservatrices de Volksrust, Amersfoort, Wakkerstroom et Perdekop.
Pixley ka Seme, avocat, qui étudia le droit au Royaume-Uni et aux États-Unis était l'un des fondateurs de l'ANC en 1912 dont il deviendra l'un des présidents de 1930 à 1937. Le village de Daggakraal qu'il fonda est également situé dans le district qui érigea en son honneur un monument. 
En 2006, le maire est Matsimele Moloi (ANC).
La municipalité de Pixley ka Seme fait partie du district municipal de Gert Sibande.

## Tourisme
Volksrust appartient à l'histoire du Transvaal et du Natal. Elle est la porte nord de la route des champs de bataille du Natal. 
Les monuments qui jalonnent la ville et sa région sont liés à l'histoire des Afrikaners et plus particulièrement aux deux guerres des Boers: 
- Colline de Majuba (Spitskop), sur la route de Newcastle à l'ouest de Volskrust, est un monument national et commémore une importante victoire boer qui mit pratiquement fin au conflit avec les Britanniques.
- Le pont de la convention à la sortie de Volksrust, qui à l'époque reliait le Natal et le Transvaal, fut le lieu de négociations du 6 au 10 novembre 1894 entre Paul Kruger et Sir Henry Loch, (gouverneur de la colonie du Cap et haut commissaire à l'Afrique du Sud). Aucun des deux hommes n'avaient accepté de franchir la frontière et la rencontre eut lieu dans un wagon placé au milieu du pont.
- La tombe de Dirk Uys (à 2 km de la route principale vers Amersfoot). Uys fut tué au combat à Laingsnek le 28 janvier 1881 par les Britanniques. Il était le fils d'un vétéran de la bataille de Blood River.
- Market Square (rebaptisé Voortrekker Square en 1938 par Henning Klopper) et ses monuments remarquables comme le Burger Monument (1881).
- Le camp de concentration de Volksrust situé à Grens Spruit, érigé par les Britanniques en avril 1901. Quatrième plus grand camp du pays après ceux de Potchefstroom, Irene et Middelburg, plus de 1009 civils boers (en majorité des enfants) moururent dans ce camp en l'espace d'une seule année.
- Le mémorial britannique à la sortie de la ville.
- les peintures bushmen au pied de la colline d'Amajuba.